# Thomas Jefferys
Thomas Jefferys (auch: T. Jefferies, Jeffery, Jeffereys, Jeffreys oder Gefferys; * um 1719; † 20. November 1771) war ein britischer Geograph, Kartograph, Kupferstecher, Verleger, Buchhändler und Drucker mit Sitz unter verschiedenen Adressen im London des 18. Jahrhunderts. Während der Personalunion zwischen Großbritannien und Hannover war er zunächst Geograph des Prince of Wales und später, ab 1760, der „Geograph von König Georg III.“ als führender Landkarten-Zeichner seiner Zeit.

## Leben und Werk

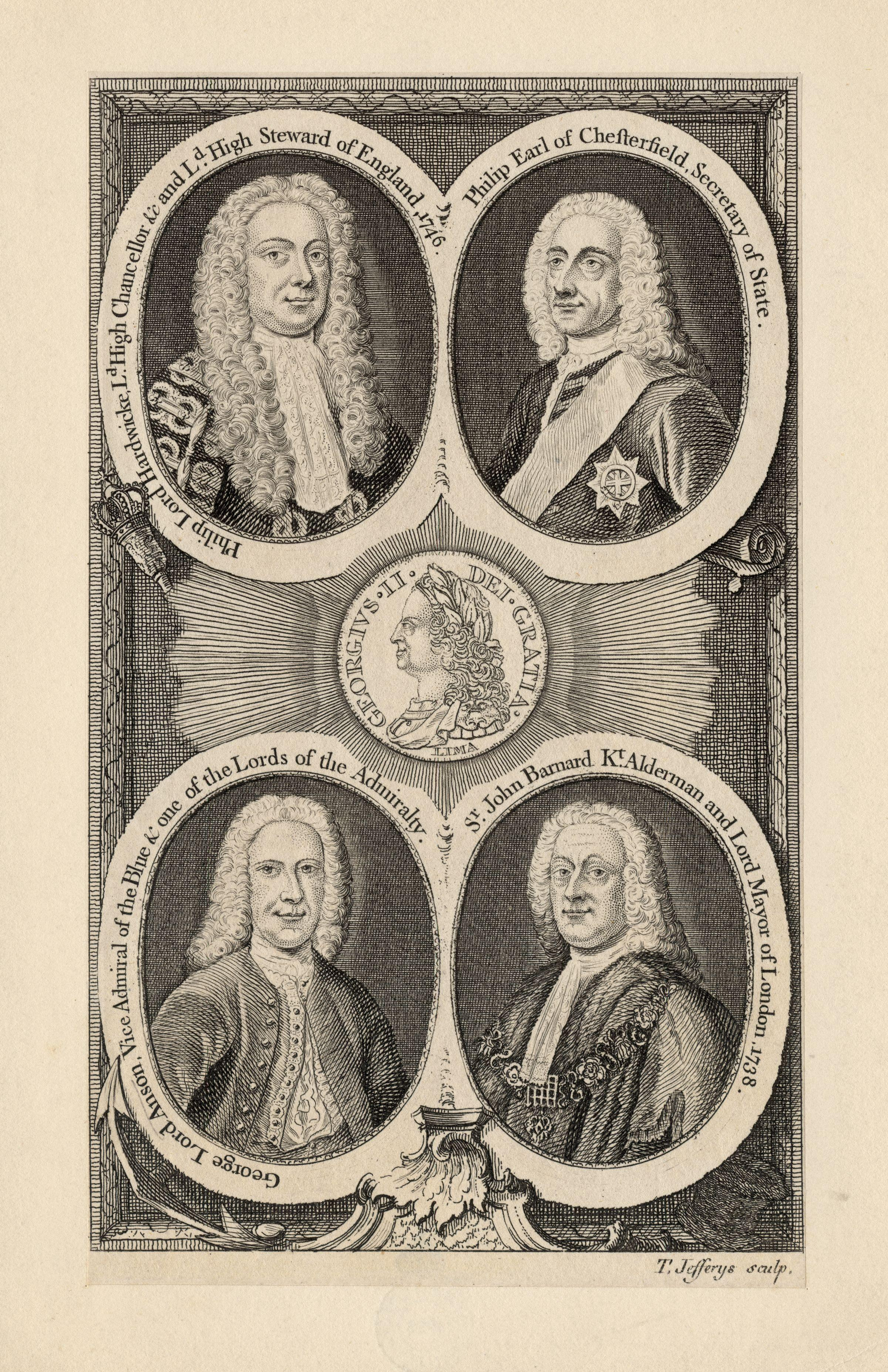
Porträts von König Georg II. und seinen Offiziellen, 1746

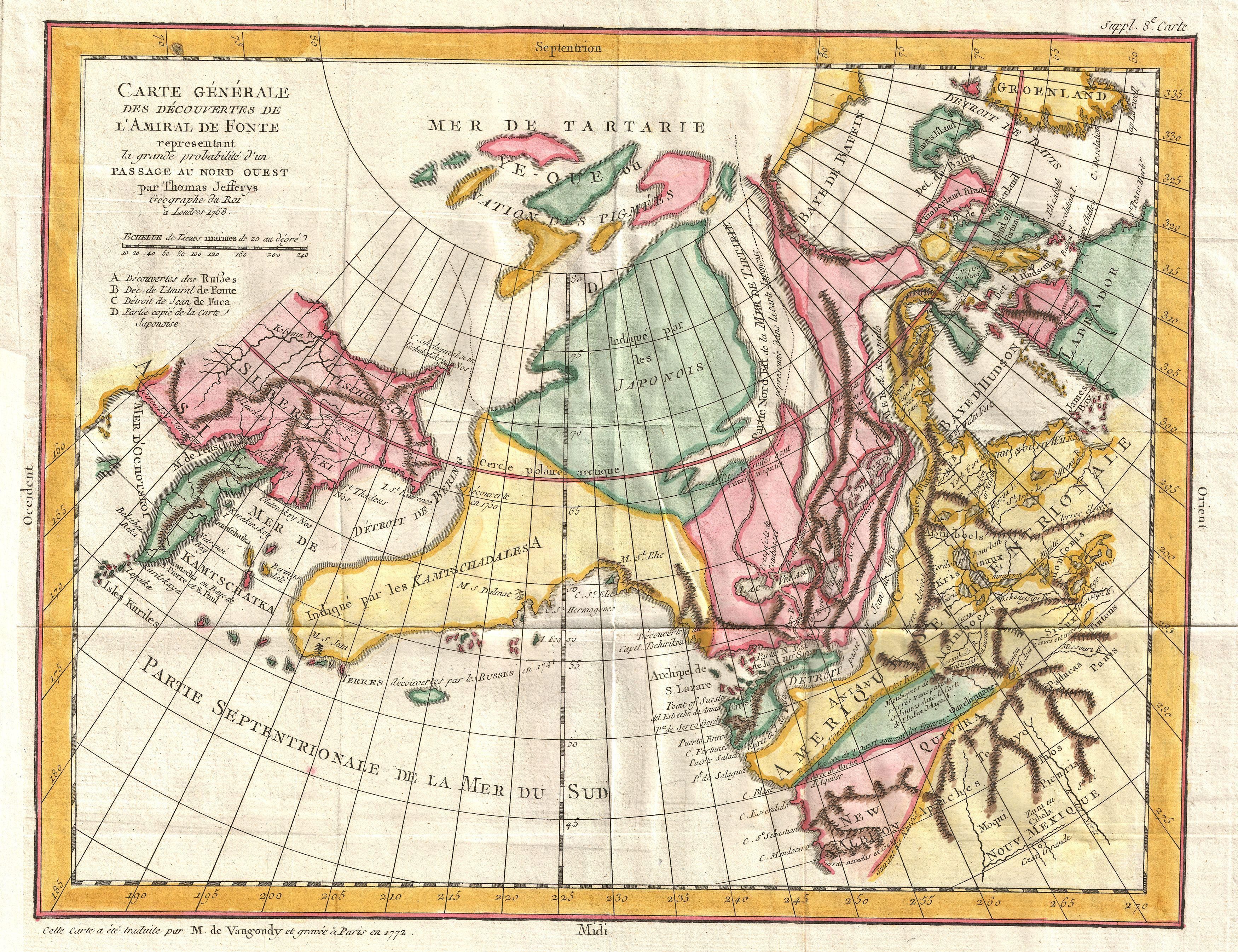
Vielfarb-Druck einer Karte von Alaska und der Nordwestpassage; 1768 erstellt

Thomas Jefferys war der Sohn eines Messerschmiedes. Seine Karriere begann als kommerzieller Kartograf begann um 1744. Er stach und druckte auf eigene Rechnung sowohl für die britische Regierung als auch für andere Institutionen eine Vielzahl kommerzieller Landkarten und Atlanten, vor allem Kartenwerke von Nordamerika.
1754 schrieb er sein Werk The conduct of the French, with regard to Nova Scotia : from its first settlement to the present time ; in which are exposed the falsehood and absurdity of their arguments made use of to elude the force of the treaty of Utrecht, and support their unjust proceedings ; in a letter to a member of Parliament. und veröffentlichte bis 1768 zahlreiche geographische Werke, wenngleich er 1766 in Zahlungsschwierigkeiten geriet. Sein Nachfolger William II Faden publizierte noch bis etwa 1774 unter der Firmierung Faden and Jefferys.
Folgende Adressen Jefferys in London sind für folgende Zeiträume bekannt:
- 1753–1765: Corner of St. Martin's Lane;[1]
- 1757: E. E. Brauns Carte von der Gegende um der Stadt Hannover = A plan of the city of Hannover and the country adjacent, (Wales): Publishd by T. Jefferys, 1757[6]
- 1769: Charing Cross;
- 1771: Strand.[1]